# Unione Sportiva Ancona 1905 2015-2016
Questa voce raccoglie le informazioni riguardanti l'Ancona nelle competizioni ufficiali della stagione 2015-2016.

## Stagione
Nella stagione 2015-2016 l'Ancona disputa il quarantatreesimo campionato di terza serie della sua storia, nel girone B dalla Lega Pro.
In Coppa Italia supera il primo turno battendo la Viterbese per 2-0 fuori casa, quindi viene eliminato al turno successivo dal Livorno perdendo 3-1 in Toscana.
Nella Coppa Italia di Lega Pro ammessa direttamente ai sedicesimi di finale batte L'Aquila 2-1 dopo i tempi supplementari, quindi perde 3-1 agli ottavi dal Robur Siena, entrambe le gare disputate fra le mura amiche.
A conclusione del campionato la squadra si classifica al quarto posto con 53 punti, mancando la qualificazione ai play-off perché peggiore quarta fra i tre gironi di Lega Pro.

## Divise e sponsor
Il fornitore ufficiale di materiale tecnico per la stagione 2015-2016 è 1905FW, mentre lo sponsor ufficiale è Akifix.
| Casa | Trasferta | Terza divisa |

## Rosa
Rosa tratta dal sito ufficiale.
| N. |                           | Ruolo | Calciatore           |
| -- | ------------------------- | ----- | -------------------- |
|    | Italia (bandiera)         | P     | Simone David         |
|    | Italia (bandiera)         | P     | Andrea Fabrizzi      |
|    | Italia (bandiera)         | P     | Gianclaudio Lori     |
|    | Italia (bandiera)         | P     | Giuseppe Polizzi     |
|    | Italia (bandiera)         | D     | Aurelio Barilaro     |
|    | Italia (bandiera)         | D     | Alessandro Di Dio    |
|    | Italia (bandiera)         | D     | Pasquale Di Sabatino |
|    | Italia (bandiera)         | D     | Luca Gelonese        |
|    | Costa d'Avorio (bandiera) | D     | Dramane Konaté       |
|    | Italia (bandiera)         | D     | Marco Mallus         |
|    | Italia (bandiera)         | D     | Riccardo Pandolfi    |
|    | Italia (bandiera)         | D     | Lorenzo Paoli        |
|    | Italia (bandiera)         | D     | Daniele Pedrelli     |
|    | Italia (bandiera)         | D     | Alessandro Radi      |
|    | Italia (bandiera)         | C     | Matteo Adamo         |
|    | Italia (bandiera)         | C     | Lorenzo Bambozzi     |
|    | Italia (bandiera)         | C     | Daniele Casiraghi    |
|    | Italia (bandiera)         | C     | Francesco Di Mariano |

| N. |                       | Ruolo | Calciatore            |
| -- | --------------------- | ----- | --------------------- |
|    | Italia (bandiera)     | C     | Umberto Cazzola       |
|    | Italia (bandiera)     | C     | Leo Di Ceglie         |
|    | Marocco (bandiera)    | C     | Zaccaria Hamlili      |
|    | Italia (bandiera)     | C     | Matteo Lignani        |
|    | Italia (bandiera)     | C     | Luca Parodi           |
|    | Italia (bandiera)     | C     | Francesco Salciccia   |
|    | Italia (bandiera)     | C     | Pierantonio Sassano   |
|    | Italia (bandiera)     | A     | Massimo Bussi         |
|    | Italia (bandiera)     | A     | Luca Cognigni         |
|    | Italia (bandiera)     | A     | Marco Frediani        |
|    | Italia (bandiera)     | A     | Alberto Libertazzi    |
|    | Italia (bandiera)     | A     | Cristiano Lombardi    |
|    | Montserrat (bandiera) | A     | Dean Morgan           |
|    | Italia (bandiera)     | A     | Giuseppe Maiorano     |
|    | Italia (bandiera)     | A     | Davide Montagnoli     |
|    | Italia (bandiera)     | A     | Alessandro Morbidelli |
|    | Italia (bandiera)     | A     | Lorenzo Speranza      |
|    | Italia (bandiera)     | A     | Tiberio Velocci       |

## Calciomercato

### Sessione estiva
| Acquisti | Acquisti             | Acquisti      | Acquisti   |
| R.       | Nome                 | da            | Modalità   |
| -------- | -------------------- | ------------- | ---------- |
| D        | Pasquale Di Sabatino | Pescara       | prestito   |
| D        | Dramane Konaté       | Empoli        | prestito   |
| D        | Riccardo Pandolfi    | Gualdo        | definitivo |
| D        | Daniele Pedrelli     | Olhanense     | definitivo |
| D        | Alessandro Radi      | Barletta      | definitivo |
| C        | Matteo Adamo         | Roma          | prestito   |
| C        | Daniele Casiraghi    | Parma         | definitivo |
| C        | Francesco Di Mariano | Roma          | prestito   |
| C        | Umberto Cazzola      | Atletico Alma | -          |
| C        | Zaccaria Hamlili     | Forlì         | definitivo |
| C        | Pierantonio Sassano  | Trapani       | definitivo |
| A        | Massimo Bussi        | Gualdo        | definitivo |
| A        | Cristiano Lombardi   | Lazio         | prestito   |
| A        | Dean Morgan          | svincolato    | definitivo |
| A        | Giuseppe Maiorano    | Inter         | prestito   |
| A        | Lorenzo Speranza     | Gualdo        | definitivo |
| A        | Tiberio Velocci      | Genoa         | definitivo |

| Cessioni | Cessioni               | Cessioni             | Cessioni                |
| R.       | Nome                   | a                    | Modalità                |
| -------- | ---------------------- | -------------------- | ----------------------- |
| P        | Giuseppe Aprea         | -                    | svincolato              |
| D        | Loris Bacchetti        | Catania              | definitivo              |
| D        | Aurelio Barilaro       | Messina              | prestito (da settembre) |
| D        | Francesco Cangi        | -                    | svincolato              |
| D        | Gabriele Cilloni       | -                    | svincolato              |
| D        | Emilio Dierna          | Viterbese            | definitivo              |
| D        | Tommaso D'Orazio       | Teramo               | definitivo              |
| D        | Maurizio Lauro         | -                    | -                       |
| D        | Riccardo Pandolfi      | Viterbese            | prestito                |
| C        | Dario Salvatore Arcuri | -                    | svincolato              |
| C        | Gianluca Sampietro     | Sampdoria            | fine prestito           |
| C        | Cristiano Camillucci   | -                    | svincolato              |
| C        | Leo Di Ceglie          | Lumezzane            | definitivo              |
| A        | Alessandro Morbidelli  | Lupa Castelli Romani | definitivo              |
| A        | Rafael Bondi           | Matelica             | definitivo              |
| A        | Daniele Paponi         | Bologna              | fine prestito           |
| A        | Lorenzo Speranza       | Castelfidardo        | prestito                |
| A        | Diogo Tavares          | Messina              | svincolato              |
| A        | Giacomo Tulli          | Südtirol             | definitivo              |

### Sessione invernale
| Acquisti | Acquisti           | Acquisti  | Acquisti   |
| R.       | Nome               | da        | Modalità   |
| -------- | ------------------ | --------- | ---------- |
| C        | Leo Di Ceglie      | Lumezzane | definitivo |
| A        | Marco Frediani     | Roma      | prestito   |
| A        | Alberto Libertazzi | Novara    | prestito   |

| Cessioni | Cessioni             | Cessioni | Cessioni                |
| R.       | Nome                 | a        | Modalità                |
| -------- | -------------------- | -------- | ----------------------- |
| C        | Francesco Di Mariano | Roma     | fine prestito           |
| C        | Matteo Lignani       | -        | risoluzione consensuale |
| A        | Giuseppe Maiorano    | Inter    | fine prestito           |
| A        | Dean Morgan          | -        | risoluzione consensuale |

## Risultati

### Campionato

#### Girone di andata
| Arbitro: | Capraro (Cassino) |

|  |           |            |
|  | Marcatori | 18’ Mallus |

| Arbitro: | Zanonato (Vicenza) |

|          |           |  |
| Çani 20’ | Marcatori |  |

| Arbitro: | Strippoli (Bari) |

|              |           |  |
| Lombardi 55’ | Marcatori |  |

| Arbitro: | Marinelli (Tivoli) |

|             |           |  |
| Sassano 35’ | Marcatori |  |

| Arbitro: | Maggioni (Lecco) |

|                      |           |               |
| Gnahoré 42’ Cais 71’ | Marcatori | 91’ Casiraghi |

| Arbitro: | Lacagnina (Caltanissetta) |

|               |           |           |
| Casiraghi 53’ | Marcatori | 89’ Kouko |

| Arbitro: | Detta (Mantova) |

|                     |           |                           |
| Pozzebon 59’ (rig.) | Marcatori | 13’ Cognigni 30’ Lombardi |

| Arbitro: | Boggi (Salerno) |

|                              |           |  |
| Radi 31’ (rig.) Lombardi 47’ | Marcatori |  |

| Arezzo 31 ottobre 2015, ore 17:30 CET 9ª giornata | Arezzo                     | 0 – 0 referto | Ancona | Stadio Città di Arezzo (2.000 spett.)\| Arbitro: \| Robilotta (Sala Consilina) \| |
| Arbitro:                                          | Robilotta (Sala Consilina) |               |        |                                                                                   |

| Arbitro: | Paterna (Teramo) |

|  |           |                           |
|  | Marcatori | 19’ Margiotta 36’ Guidone |

| Arbitro: | Luciano (Lamezia Terme) |

|              |           |                |
| Pedrelli 51’ | Marcatori | 17’ Shekiladze |

| Arbitro: | Fiorini (Frosinone) |

|  |           |                |
|  | Marcatori | 86’ Di Mariano |

| Arbitro: | Guida (Salerno) |

|             |           |             |
| Pedrelli 8’ | Marcatori | 35’ Vettori |

| Arbitro: | Mainardi (Bergamo) |

|                    |           |                |
| Cellini 22’ (rig.) | Marcatori | 90+1’ Cognigni |

| Arbitro: | Mantelli (Brescia) |

|             |           |  |
| Cognigni 7’ | Marcatori |  |

| Arbitro: | Marchetti (Ostia Lido) |

|                       |           |                         |
| Polidori 54’ Lisi 56’ | Marcatori | 44’ Bussi 76’ Casiraghi |

| Arbitro: | Guccini (Albano Laziale) |

|  |           |                |
|  | Marcatori | 23’, 80’ Yamga |

#### Girone di ritorno
| Arbitro: | Balice (Termoli) |

|                   |           |  |
| Parodi 79’ (aut.) | Marcatori |  |

| Arbitro: | Andreini (Forlì) |

|                             |           |                                  |
| Cognigni 10’, 78’ Paoli 53’ | Marcatori | 66’ Aladje Gomes 71’ Gabbianelli |

| Arbitro: | Rossi (Rovigo) |

|                          |           |  |
| Cazzola 24’ Pedrelli 37’ | Marcatori |  |

| Arbitro: | Mastrodonato (Molfetta) |

|                 |           |               |
| Sandomenico 20’ | Marcatori | 49’ Di Ceglie |

| Ancona 13 febbraio 2016, ore 17:30 CET 22ª giornata | Ancona             | 0 – 0 referto | Carrarese | Stadio Del Conero (1.811 spett.)\| Arbitro: \| Prontera (Bologna) \| |
| Arbitro:                                            | Prontera (Bologna) |               |           |                                                                      |

| Arbitro: | Viotti (Tivoli) |

|               |           |                       |
| Buonaiuto 34’ | Marcatori | 48’ (rig.) Libertazzi |

| Arbitro: | Massimi (Termoli) |

|                                     |           |  |
| Di Ceglie 4’ Bussi 88’ Cognigni 93’ | Marcatori |  |

| Arbitro: | Pietropaolo (Modena) |

|                  |           |                   |
| Dell'Agnello 71’ | Marcatori | 22’, 73’ Cognigni |

| Ancona 13 marzo 2016, ore 17:30 CET 26ª giornata | Ancona           | 0 – 0 referto | Arezzo | Stadio Del Conero (2.127 spett.)\| Arbitro: \| Maggioni (Lecco) \| |
| Arbitro:                                         | Maggioni (Lecco) |               |        |                                                                    |

| Arbitro: | Pillitteri (Palermo) |

|                  |           |           |
| Rossi 21’ (aut.) | Marcatori | 69’ Paoli |

| Arbitro: | Capone (Palermo) |

|              |           |  |
| Giovinco 22’ | Marcatori |  |

| Arbitro: | Candeo (Este) |

|                           |           |           |
| Pedrelli 15’ Lombardi 90’ | Marcatori | 36’ Mungo |

| Pontedera 10 aprile 2016, ore 17:30 CEST 30ª giornata | Pontedera          | 0 – 0 referto | Ancona | Stadio Ettore Mannucci (569 spett.)\| Arbitro: \| Chindemi (Viterbo) \| |
| Arbitro:                                              | Chindemi (Viterbo) |               |        |                                                                         |

| Arbitro: | Di Ruberto (Nocera Inferiore) |

|          |           |                         |
| Radi 43’ | Marcatori | 17’ Zigoni 25’ Schiavon |

| Arbitro: | Bichisecchi (Livorno) |

|             |           |  |
| Tajarol 48’ | Marcatori |  |

| Arbitro: | Ranaldi (Tivoli) |

|  |           |                                                        |
|  | Marcatori | 5’ Albertini 13’ Polidori 51’ Pedrelli 77’ (aut.) Radi |

| Arbitro: | Spinelli (Terni) |

|  |           |              |
|  | Marcatori | 4’ Casiraghi |

### Coppa Italia

#### Turni eliminatori
| Arbitro: | Ranaldi (Tivoli) |

|  |           |                |
|  | Marcatori | 55’, 81’ Bussi |

| Arbitro: | Abisso (Palermo) |

|                            |           |  |
| Comi 106’ Vantaggiato 115’ | Marcatori |  |

### Coppa Italia Lega Pro

#### Fase a eliminazione diretta
| Arbitro: | Proietti (Terni) |

|                        |           |                |
| Velocci 43’ Adamo 107’ | Marcatori | 16’ Stivaletta |

| Arbitro: | Zanonato (Vicenza) |

|                |           |                               |
| Di Mariano 25’ | Marcatori | 29’ Yamga 45+1’ 82’ Paramatti |

## Statistiche
Aggiornate al 15 maggio 2016.

### Statistiche di squadra
| Competizione          | Punti | In casa | In casa | In casa | In casa | In casa | In casa | In trasferta | In trasferta | In trasferta | In trasferta | In trasferta | In trasferta | Totale | Totale | Totale | Totale | Totale | Totale | DR |
| Competizione          | Punti | G       | V       | N       | P       | Gf      | Gs      | G            | V            | N            | P            | Gf           | Gs           | G      | V      | N      | P      | Gf     | Gs     | DR |
| --------------------- | ----- | ------- | ------- | ------- | ------- | ------- | ------- | ------------ | ------------ | ------------ | ------------ | ------------ | ------------ | ------ | ------ | ------ | ------ | ------ | ------ | -- |
| Lega Pro (Girone B)   | 53    | 17      | 8       | 5       | 4       | 19      | 16      | 17           | 6            | 6            | 5            | 15           | 13           | 34     | 14     | 11     | 9      | 34     | 29     | +5 |
| Coppa Italia          |       | -       | -       | -       | -       | -       | -       | 2            | 1            | 0            | 1            | 2            | 2            | 2      | 1      | 0      | 1      | 2      | 2      | 0  |
| Coppa Italia Lega Pro |       | 2       | 1       | 0       | 1       | 3       | 4       | 1            | -            | 1            | -            | 1            | 1            | 3      | 1      | 1      | 1      | 4      | 5      | -1 |
| Totale                | 53    | 19      | 9       | 5       | 4       | 20      | 19      | 24           | 7            | 7            | 6            | 18           | 16           | 39     | 16     | 12     | 10     | 38     | 35     | +4 |

### Andamento in campionato
| Giornata  | 1 | 2 | 3 | 4 | 5 | 6 | 7 | 8 | 9 | 10 | 11 | 12 | 13 | 14 | 15 | 16 | 17 | 18 | 19 | 20 | 21 | 22 | 23 | 24 | 25 | 26 | 27 | 28 | 29 | 30 | 31 | 32 | 33 | 34 |
| --------- | - | - | - | - | - | - | - | - | - | -- | -- | -- | -- | -- | -- | -- | -- | -- | -- | -- | -- | -- | -- | -- | -- | -- | -- | -- | -- | -- | -- | -- | -- | -- |
| Luogo     | C | T | T | C | T | C | T | C | T | C  | C  | T  | C  | T  | C  | T  | C  | T  | C  | C  | T  | C  | T  | C  | T  | C  | T  | T  | C  | T  | C  | T  | C  | T  |
| Risultato | V | V | P | V | P | N | V | V | N | P  | N  | V  | N  | N  | V  | N  | P  | P  | V  | V  | N  | N  | N  | V  | V  | N  | V  | P  | V  | N  | P  | P  | P  | V  |
| Posizione | 2 | 3 | 4 | 2 | 4 | 5 | 4 | 3 | 3 | 4  | 4  | 4  | 4  | 4  | 4  | 4  | 5  | 5  | 5  | 4  | 4  | 4  | 4  | 4  | 4  | 4  | 4  | 4  | 4  | 4  | 4  | 4  | 4  | 4  |

Legenda:

Luogo: C = Casa; T = Trasferta. Risultato: V = Vittoria; N = Pareggio; P = Sconfitta.

### Statistiche dei giocatori
In corsivo i giocatori ceduti a stagione in corso.
| Giocatore      | Lega Pro | Lega Pro | Lega Pro    | Lega Pro   | Coppa Italia | Coppa Italia | Coppa Italia | Coppa Italia | Coppa Italia Lega Pro | Coppa Italia Lega Pro | Coppa Italia Lega Pro | Coppa Italia Lega Pro | Totale   | Totale | Totale      | Totale     |
| Giocatore      | Presenze | Reti     | Ammonizioni | Espulsioni | Presenze     | Reti         | Ammonizioni  | Espulsioni   | Presenze              | Reti                  | Ammonizioni           | Espulsioni            | Presenze | Reti   | Ammonizioni | Espulsioni |
| -------------- | -------- | -------- | ----------- | ---------- | ------------ | ------------ | ------------ | ------------ | --------------------- | --------------------- | --------------------- | --------------------- | -------- | ------ | ----------- | ---------- |
| M. Adamo       | 4        | 0        | 0           | 0          | 2            | 0            | 0            | 0            | 2                     | 1                     | 0                     | 0                     | 8        | 1      | 0           | 0          |
| L. Bambozzi    | 24       | 0        | 5           | 0          | 2            | 0            | 0            | 0            | 1                     | 0                     | 0                     | 0                     | 27       | 0      | 5           | 0          |
| A. Barilaro    | 0        | 0        | 0           | 0          | 0            | 0            | 0            | 0            | -                     | -                     | -                     | -                     | 0        | 0      | 0           | 0          |
| M. Bussi       | 27       | 2        | 3           | 0          | 2            | 2            | 0            | 0            | -                     | -                     | -                     | -                     | 29       | 4      | 3           | 0          |
| D. Casiraghi   | 33       | 4        | 5           | 0          | 2            | 0            | 0            | 0            | 0                     | 0                     | 0                     | 0                     | 35       | 4      | 5           | 0          |
| U. Cazzola     | 30       | 1        | 7           | 0          | 1            | 0            | 0            | 0            | 1                     | 0                     | 0                     | 0                     | 32       | 1      | 7           | 0          |
| L. Cognigni    | 30       | 8        | 4           | 1          | 2            | 0            | 0            | 0            | 0                     | 0                     | 0                     | 0                     | 32       | 8      | 4           | 1          |
| S. David       | 1        | -4       | 0           | 0          | -            | -            | -            | -            | 1                     | -1                    | 0                     | 0                     | 2        | -5     | 0           | 0          |
| L. Di Ceglie   | 10       | 2        | 2           | 0          | -            | -            | -            | -            | -                     | -                     | -                     | -                     | 10       | 2      | 2           | 0          |
| A. Di Dio      | 8        | 0        | 3           | 0          | -            | -            | -            | -            | 2                     | 0                     | 1                     | 0                     | 10       | 0      | 4           | 0          |
| F. Di Mariano  | 10       | 1        | 0           | 1          | -            | -            | -            | -            | 2                     | 1                     | 1                     | 0                     | 12       | 2      | 1           | 1          |
| P. Di Sabatino | 3        | 0        | 0           | 0          | -            | -            | -            | -            | 2                     | 0                     | 1                     | 0                     | 5        | 0      | 1           | 0          |
| A. Fabrizzi    | 0        | 0        | 0           | 0          | 0            | 0            | 0            | 0            | 0                     | 0                     | 0                     | 0                     | 0        | 0      | 0           | 0          |
| M. Frediani    | 6        | 0        | 0           | 1          | -            | -            | -            | -            | -                     | -                     | -                     | -                     | 6        | 0      | 0           | 1          |
| L. Gelonese    | 7        | 0        | 2           | 0          | 2            | 0            | 1            | 0            | 2                     | 0                     | 1                     | 0                     | 11       | 0      | 4           | 0          |
| Z. Hamlili     | 28       | 0        | 10          | 0          | 2            | 0            | 0            | 0            | 0                     | 0                     | 0                     | 0                     | 30       | 0      | 10          | 0          |
| D. Konate      | 28       | 0        | 10          | 2          | 2            | 0            | 0            | 0            | 0                     | 0                     | 0                     | 0                     | 30       | 0      | 10          | 2          |
| A. Libertazzi  | 11       | 1        | 3           | 0          | -            | -            | -            | -            | -                     | -                     | -                     | -                     | 11       | 1      | 3           | 0          |
| M. Lignani     | 0        | 0        | 0           | 0          | -            | -            | -            | -            | 2                     | 0                     | 0                     | 0                     | 2        | 0      | 0           | 0          |
| C. Lombardi    | 25       | 4        | 5           | 0          | -            | -            | -            | -            | 1                     | 0                     | 0                     | 0                     | 26       | 4      | 5           | 0          |
| G. Lori        | 30       | -22      | 4           | 0          | 2            | -2           | 0            | 0            | 0                     | 0                     | 0                     | 0                     | 32       | -24    | 4           | 0          |
| G. Maiorano    | 0        | 0        | 0           | 0          | 1            | 0            | 0            | 0            | 1                     | 0                     | 0                     | 0                     | 2        | 0      | 0           | 0          |
| M. Mallus      | 21       | 1        | 10          | 1          | 2            | 0            | 1            | 0            | 1                     | 0                     | 0                     | 0                     | 24       | 1      | 11          | 1          |
| D. Montagnoli  | 1        | 0        | 0           | 0          | 0            | 0            | 0            | 0            | 2                     | 0                     | 0                     | 0                     | 3        | 0      | 0           | 0          |
| A. Morbidelli  | -        | -        | -           | -          | 2            | 0            | 0            | 0            | -                     | -                     | -                     | -                     | 2        | 0      | 0           | 0          |
| D. Morgan      | 1        | 0        | 1           | 0          | -            | -            | -            | -            | 1                     | 0                     | 0                     | 0                     | 2        | 0      | 1           | 0          |
| R. Pandolfi    | 0        | 0        | 0           | 0          | 1            | 0            | 0            | 0            | -                     | -                     | -                     | -                     | 1        | 0      | 0           | 0          |
| L. Paoli       | 30       | 2        | 8           | 1          | 2            | 0            | 0            | 0            | 1                     | 0                     | 0                     | 0                     | 33       | 2      | 8           | 1          |
| L. Parodi      | 30       | 0        | 1           | 0          | -            | -            | -            | -            | 0                     | 0                     | 0                     | 0                     | 30       | 0      | 1           | 0          |
| D. Pedrelli    | 25       | 4        | 1           | 0          | 1            | 0            | 0            | 0            | 0                     | 0                     | 0                     | 0                     | 26       | 4      | 1           | 0          |
| G. Polizzi     | 3        | -3       | 0           | 0          | 0            | 0            | 0            | 0            | 1                     | -3                    | 0                     | 0                     | 4        | -6     | 0           | 0          |
| A. Radi        | 28       | 2        | 6           | 1          | -            | -            | -            | -            | 0                     | 0                     | 0                     | 0                     | 28       | 2      | 6           | 1          |
| F. Salciccia   | 0        | 0        | 0           | 0          | 0            | 0            | 0            | 0            | 1                     | 0                     | 0                     | 0                     | 1        | 0      | 0           | 0          |
| P. Sassano     | 14       | 1        | 2           | 0          | -            | -            | -            | -            | 2                     | 0                     | 0                     | 0                     | 16       | 1      | 2           | 0          |
| L. Speranza    | 0        | 0        | 0           | 0          | 0            | 0            | 0            | 0            | -                     | -                     | -                     | -                     | 0        | 0      | 0           | 0          |
| T. Velocci     | 3        | 0        | 0           | 0          | -            | -            | -            | -            | 2                     | 1                     | 0                     | 0                     | 5        | 1      | 0           | 0          |